# Spirogyra
Le spirogire (Spirogyra Link in C. G. Nees, 1820) sono un genere di alghe filamentose non ramificate appartenenti alla classe delle Charophyceae, divisione Charophyta.
Sono autotrofe ed eucariote. Le cellule sono unite in modo da formare un lungo filamento. Deriva il nome dalla disposizione a formare una spirale dei cloroplasti all'interno delle cellule.
Come tutte le alghe verdi, accumula nei cloroplasti l'amido, composto di riserva tipico degli organismi vegetali più complessi.

## Alcune specie
Comprende 182 specie riconosciute tra cui :
- Spirogyra chunkingensis
- Spirogyra communis
- Spirogyra condensata
- Spirogyra gracilis
- Spirogyra grevilleana
- Spirogyra juergensii
- Spirogyra liana
- Spirogyra maxima
- Spirogyra mienningensis
- Spirogyra notabilis
- Spirogyra occidentalis
- Spirogyra pratensis
- Spirogyra quadrilaminatat
- Spirogyra varians